# Леш, Леонид Леонидович
Леонид Леонидович Леш (1890 — 1940) — герой Первой мировой войны, участник Белого движения, полковник Марковской артиллерийской бригады.

## Биография
Православный. Из дворян Смоленской губернии. Сын генерала от инфантерии Леонида Вильгельмовича Леша.
Окончил Одесский кадетский корпус (1907) и Михайловское артиллерийское училище (1911), откуда выпущен был подпоручиком в 3-ю гренадерскую артиллерийскую бригаду. Произведен в поручики 31 августа 1913 года.
В Первую мировую войну вступил с 3-й гренадерской артиллерийской бригадой. Пожалован Георгиевским оружием
За то, что в бою 22 августа 1914 года у д. Неменице, быстрым выдвижением своего взвода на линию стрелковых цепей и метким их огнем, дал возможность нашей пехоте устроиться, сбить обходившую колонну противника и тем достичь нашего успеха.
Произведен в штабс-капитаны 14 января 1915 года «за отличия в делах против неприятеля», в капитаны — 23 января 1916 года. 5 мая 1917 года переведен в 18-й отдельный тяжелый артиллерийский дивизион.
С началом Гражданской войны прибыл в Добровольческую армию, с 1 августа 1918 года — в 1-м легком артиллерийском дивизионе. Во ВСЮР и Русской армии — полковник Марковской артиллерийской бригады. Эвакуировался из Крыма на остров Проти на корабле «Кизил Ермак». Галлиполиец.
Осенью 1925 года — в составе Марковского артиллерийского дивизиона в Болгарии. В 1929 году, по предложению генерала И. Т. Беляева, прибыл в Парагвай во главе группы белых офицеров. Был зачислен в парагвайскую армию майором, участвовал в Чакской войне в должности командира 12-го пехотного полка «Рубио Ну».
Умер в 1940 году в Пуэрто-Касадо от заражения крови. Похоронен на русском участке кладбища Реколета в Асунсьоне. Был женат на сестре милосердия Нине Николаевне Шредерс (1890—1990), их сын Николай (1925—2008).

## Награды
- Орден Святой Анны 4-й ст. с надписью «за храбрость» (ВП 18.01.1915)
- Орден Святого Станислава 3-й ст. с мечами и бантом (ВП 18.01.1915)
- Орден Святого Станислава 2-й ст. с мечами (ВП 26.04.1915)
- Орден Святой Анны 3-й ст. с мечами и бантом (ВП 28.04.1915)
- Георгиевское оружие (ВП 25.07.1915)
- Орден Святого Владимира 4-й ст. с мечами и бантом (ВП 3.08.1915)
- Орден Святой Анны 2-й ст. с мечами (ВП 2.02.1917)